# ديفيد كولمان (سياسي)
ديفيد كولمان (بالإنجليزية: David Coleman)‏ هو سياسي أسترالي، ولد في 5 مارس 1974 في أستراليا. حزبياً، نشط في الحزب الليبرالي الأسترالي. وقد انتخب عضو مجلس النواب الأسترالي عن دائرة Division of Banks ‏ (7 سبتمبر 2013 – ).